# Гюнешли (Кельбаджарский район)
Гюнешли  (азерб. Günəşli) — село в Кельбаджарском районе Азербайджана.

## Название
До 1992 году название села было Килсяли из-за многочисленных древних албанских церквей. Позже село переименовали и назвали Гюнешли.

## История
В составе России село находилось в составе Джеванширского уезда. 
В 1992-2020 годах село находилось под контролем армянских вооруженных сил непризнанной Нагорно-Карабахской Республики,.
25 ноября 2020 года на основании трёхстороннего соглашения между Азербайджаном, Арменией и Россией от 10 ноября 2020 года Кельбаджарский район, в том числе и село Гюнешли  возвращён под контроль Азербайджана. В июле 2021 года Минобороны Азербайджана распространило видеокадры из села.